# Республіка Комі

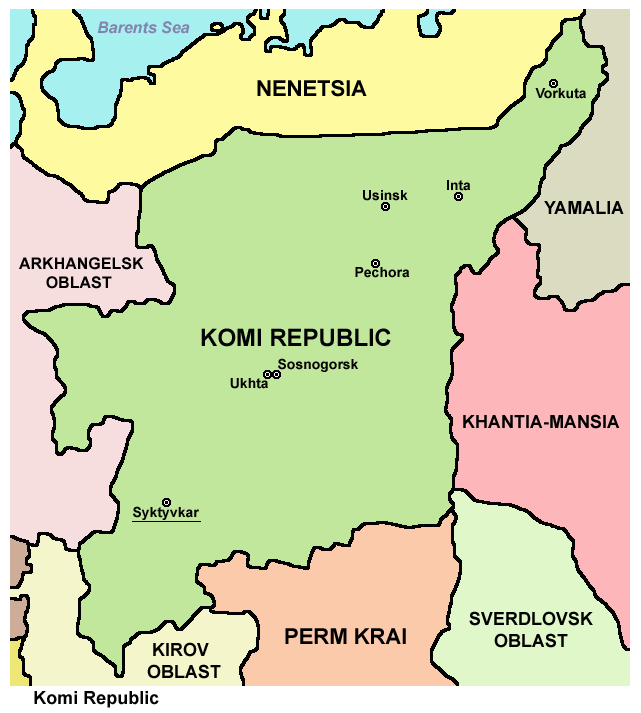

Респу́бліка Ко́мі, Зиря́нщина (рос. Респу́блика Ко́ми; комі Коми Республика) — суб'єкт Російської Федерації, входить до складу Північно-Західного федерального округу.
Столиця — місто Сиктивкар.
Межує з Ненецьким автономним округом (північ, північний схід), Ямало-Ненецьким автономним округом (північний схід, схід), Ханти-Мансійським автономним округом (південний схід, південь), Свердловською областю (південь), Пермським краєм (південь), Кіровською областю (південь, південний захід, захід), Архангельською областю (північний захід, північ).
Утворена 22 серпня 1921.

## Географія
Республіка розташована на захід від Уральських гір, на північному заході Західно-Сибірської рівнини та крайньому північному сході Європейської частини Російської Федерації в межах Печорської й Мезенсько-Вичегодської низовин Середнього й Південного Тімана, західних схилів Уральських гір (Північний, Приполярний і Полярний Урал).
Територія республіки простягається від Північних Увалів на півдні до Пай-Хою на північному сході (між 59°12' і 68°25' північної широти), від Пінего-Мезенського межиріччя на заході до вододілу басейнів річок Печори й Обі, що проходить по Уральському хребту на сході (між 45°25' і 66°10' східної довготи).
Ліси займають більше 70 % території, болота — близько 15 %.
На Північному Уралі 32 800 км² покриті незайманими лісами. Унікальна територія — Печоро-Іличський заповідник. Таких незайманих лісів, що не піддавалися впливу людської діяльності й техногенному впливу, у Європі вже не збереглося. В 1985 році заповідник був включений у список біосферних. Через десять років, за рішенням ЮНЕСКО, Печоро-Іличський заповідник з охоронною й буферною зонами й національний парк «Югид-Ва», об'єднані під загальною назвою «Незаймані ліси Комі», були внесені в перелік об'єктів Всесвітньої культурної і природної спадщини.

### Річки
Основні річки:
- Іжма
- Мезень
- Печора
- Сисола
- Вуса
- Вашка
- Вичегда
- Вимь
- И (річка)
- Ю (річка)

### Озера
Великі озера:
- Сіндорське озеро
- Ям озеро

### Корисні копалини
На території республіки видобувають вугілля, нафту, природний газ, золото і алмази.

### Клімат
Клімат на більшій частині території помірноконтинентальний з тривалою, досить суворою зимою і коротким, порівняно теплим літом. Середня температура січня −17 °C на південному заході, до −20 °C на північному сході, липня відповідно від +15 °C до +11 °C. Опадів від 700 до 1500 мм (у горах) на рік.

### Природа
Велика частина території Комі розташована у зоні тайги. Ґрунти переважно підзолистого типу. Ліси займають близько 70 % території, переважає ялина, сосна, зустрічаються кедр, ялиця, модрина. До півночі від полярного кола тайга змінюється лісотундрою з ялиново-березовим рідколіссям, верховими болотами і тундрою з різнотравно-осоковими й єрниково-вербно-моховими асоціаціями на ґрунтах тундрового типу.
У Комі збереглися: ведмідь бурий, лось, куниця лісова, лисиця руда, песець, вивірка лісова, заєць білий. З птахів — тетерев, глухар, качка, рябчик, біла куріпка (на півночі) тощо.

## Населення
- Населення: 1 018 674 (2002)
  - Міське: 766 587 (75,3 %)
  - Сільське: 252 087 (24,7 %)
  - Чоловіки: 488 316 (47,9 %)
  - Жінки: 530 358 (52,1 %)
- Жінок на 1000 чоловіків: 1086
- Середній вік: 34,5 років
  - Міського населення: 33,7 років
  - Сільського населення: 36,8 років
  - Чоловіків: 32,3 років
  - Жінок: 36,8 років
- Число приватних домогосподарств: 381 626 (з 992 612 осіб)
  - Міських: 289 854 (з 749 329 осіб)
  - Сільських: 91 772 (з 243 283 осіб)
- Статистика охорони здоров'я (2005):
  - Народжень: 10 975 (коефіцієнт народжуваності 11,1)
  - Смертей: 15 074 (коефіцієнт смертності 15,2)

### Національний склад
Етнічний склад населення за даними переписів:

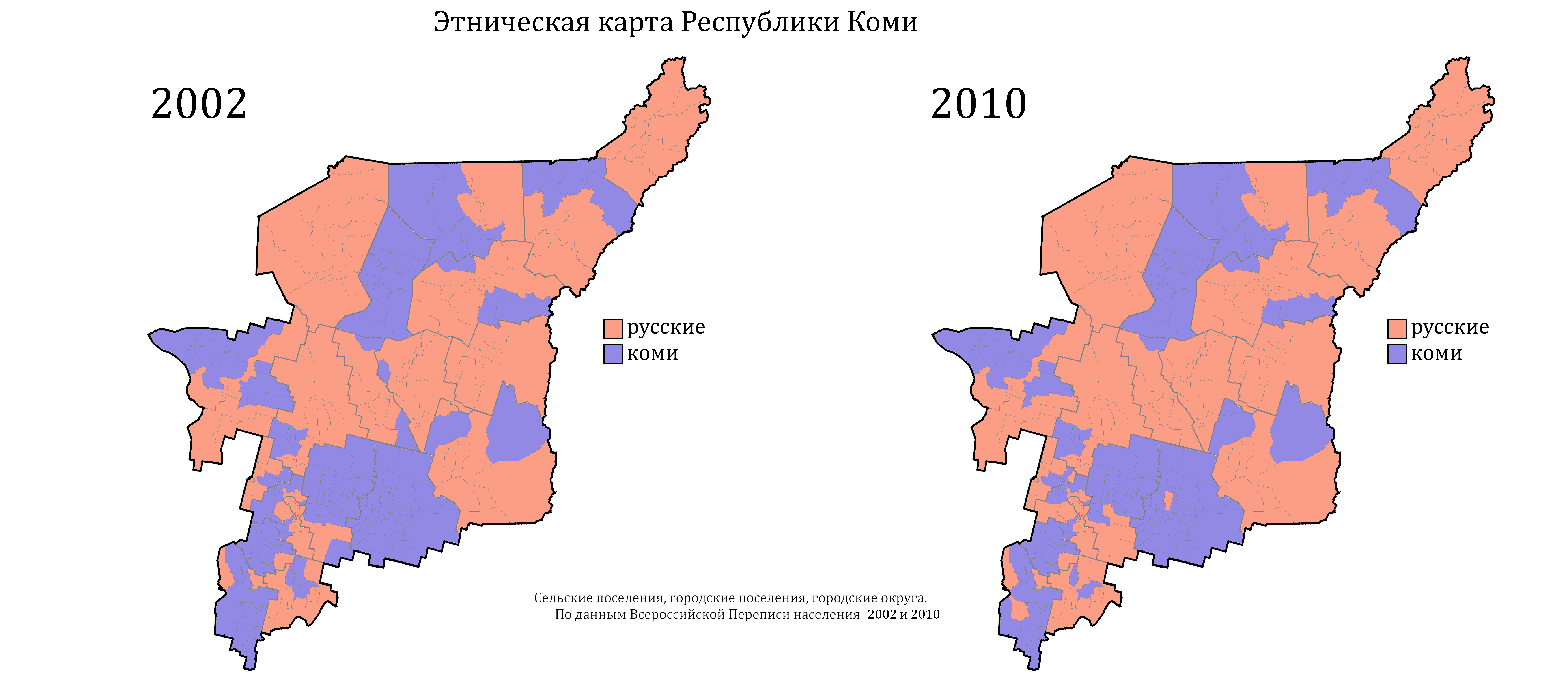
Етнічна карта Комі за міськими та сільськими поселеннями, переписи 2002 і 2010 рр.

|          | перепис 1926     | перепис 1939     | перепис 1959     | перепис 1970     | перепис 1979     | перепис 1989     | перепис 2002     | перепис 2010     | перепис 2021     |
| -------- | ---------------- | ---------------- | ---------------- | ---------------- | ---------------- | ---------------- | ---------------- | ---------------- | ---------------- |
| Комі     | 191 245 (92,2 %) | 231 301 (72,5 %) | 245 074 (30,4 %) | 276 178 (28,6 %) | 280 798 (25,3 %) | 291 542 (23,3 %) | 256 464 (25,2 %) | 202 348 (23,7 %) | 127 350 (22,3 %) |
| Росіяни  | 13 731 (6,6 %)   | 70 226 (22,0 %)  | 389 995 (48,4 %) | 512 203 (53,1 %) | 629 523 (56,7 %) | 721 780 (57,7 %) | 607 021 (59,6 %) | 555 963 (65,1 %) | 398 547 (69,7 %) |
| Українці | 34 (0,0 %)       | 6010 (1,9 %)     | 80 132 (9,9 %)   | 82 955 (8,6 %)   | 94 154 (8,5 %)   | 104 170 (8,3 %)  | 62 115 (6,1 %)   | 36 082 (4,2 %)   | 11 041 (1,9 %)   |
| Білоруси | 11 (0,0 %)       | 3323 (1,0 %)     | 22 339 (2,8 %)   | 24 706 (3,1 %)   | 24 763 (2,2 %)   | 26 730 (2,1 %)   | 15 212 (1,5 %)   | 8 859 (1,0 %)    | 2,639 (0,5 %)    |
| Татари   | 32 (0,0 %)       | 709 (0,2 %)      | 8459 (1,0 %)     | 11 906 (1,5 %)   | 17 836 (1,6 %)   | 25 980 (2,1 %)   | 15 680 (1,5 %)   | 10 779 (1,3 %)   | 4 083 (0,7 %)    |
| Німці    | 15 (0,0 %)       | 2617 (0,8 %)     | 19 805 (2,5 %)   | 14 647 (1,8 %)   | 13 339 (1,2 %)   | 12 866 (1,0 %)   | 9246 (0,9 %)     |                  |                  |
| Інші     | 2246 (1,1 %)     | 4810 (1,5 %)     | 40 395 (5,0 %)   | 42 207 (4,4 %)   | 49 948 (4,5 %)   | 67 779 (5,4 %)   | 52 936 (5,2 %)   |                  |                  |

### Мовний склад
Володіння мовами в Республіці Комі за даними перепису 2020—2021 років (мови, володіння якими вказали 0,1 % або більше від кількості тих, хто вказав володіння будь-якою мовою):
| Мова                        | Все населення  | Все населення                                                  | Міське населення | Міське населення                                               | Сільське населення | Сільське населення                                             |
| Мова                        | Кількість осіб | % від тих, хто вказав володіння мовою / % від усього населення | Кількість осіб   | % від тих, хто вказав володіння мовою / % від усього населення | Кількість осіб     | % від тих, хто вказав володіння мовою / % від усього населення |
| --------------------------- | -------------- | -------------------------------------------------------------- | ---------------- | -------------------------------------------------------------- | ------------------ | -------------------------------------------------------------- |
| Російська                   | 587 095        | 99,73 % / 79,57 %                                              | 424 414          | 99,82 % / 74,25 %                                              | 162 681            | 99,48 % / 97,84 %                                              |
| Комі                        | 101 626        | 17,26 % / 13,77 %                                              | 27 028           | 6,36 % / 4,73 %                                                | 74 598             | 45,62 % / 44,86 %                                              |
| Англійська                  | 25 211         | 4,28 % / 3,42 %                                                | 22 334           | 5,25 % / 3,91 %                                                | 2877               | 1,76 % / 1,73 %                                                |
| Українська                  | 6734           | 1,14 % / 0,91 %                                                | 5683             | 1,34 % / 0,99 %                                                | 1051               | 0,64 % / 0,63 %                                                |
| Німецька                    | 5427           | 0,92 % / 0,74 %                                                | 4466             | 1,05 % / 0,78 %                                                | 961                | 0,59 % / 0,58 %                                                |
| Азербайджанська             | 1871           | 0,32 % / 0,25 %                                                | 1714             | 0,40 % / 0,30 %                                                | 157                | 0,10 % / 0,09 %                                                |
| Татарська                   | 1732           | 0,29 % / 0,23 %                                                | 1575             | 0,37 % / 0,28 %                                                | 157                | 0,10 % / 0,09 %                                                |
| Французька                  | 1446           | 0,25 % / 0,20 %                                                | 1187             | 0,28 % / 0,21 %                                                | 259                | 0,16 % / 0,16 %                                                |
| Чуваська                    | 746            | 0,13 % / 0,10 %                                                | 585              | 0,14 % / 0,10 %                                                | 161                | 0,10 % / 0,10 %                                                |
| Молдовська                  | 728            | 0,12 % / 0,10 %                                                | 434              | 0,10 % / 0,08 %                                                | 294                | 0,18 % / 0,18 %                                                |
| Киргизька                   | 721            | 0,12 % / 0,10 %                                                | 713              | 0,17 % / 0,12 %                                                | 8                  | 0,00 % / 0,00 %                                                |
| Білоруська                  | 670            | 0,11 % / 0,09 %                                                | 563              | 0,13 % / 0,10 %                                                | 107                | 0,07 % / 0,06 %                                                |
| Російська жестова мова      | 593            | 0,10 % / 0,08 %                                                | 476              | 0,11 % / 0,08 %                                                | 117                | 0,07 % / 0,07 %                                                |
| Вказали володіння мовою     | 588 709        | 100,00 % / 79,79 %                                             | 425 171          | 100,00 % / 74,39 %                                             | 163 538            | 100,00 % / 98,35 %                                             |
| Не вказали володіння мовами | 149 144        | — % / 20,21 %                                                  | 146 407          | — % / 25,61 %                                                  | 2737               | — % / 1,65 %                                                   |
| Разом                       | 737 853        | — % / 100,00 %                                                 | 571 578          | — % / 100,00 %                                                 | 166 275            | — % / 100,00 %                                                 |

### Українцітаукраїнська мовав Республіці Комі

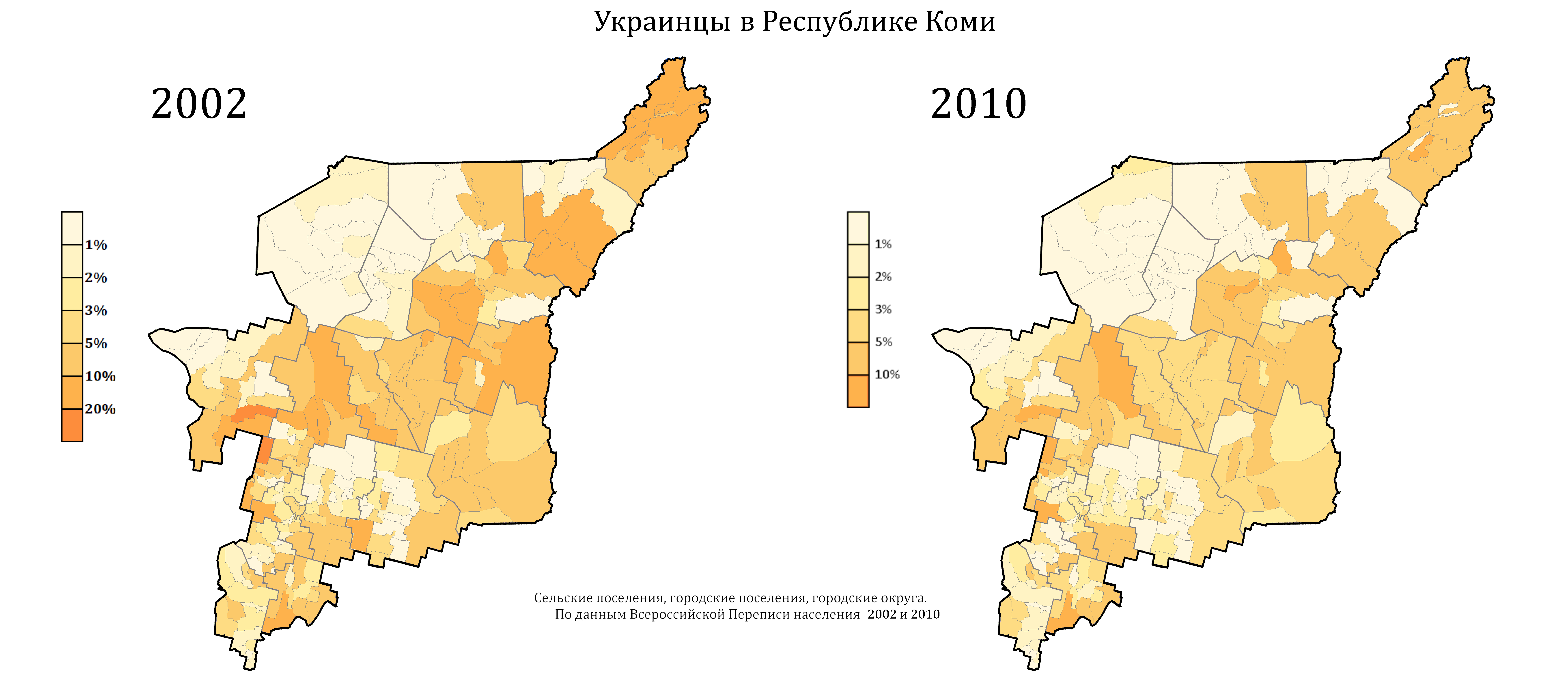
Розселення українців у Республіці Комі за міськими та сільськими поселеннями, переписи 2002 та 2010 рр.

За даними перепису 2020—2021 років 11 041 особа (1,93 % серед тих, хто вказав національну приналежність, та 1,50 % серед усього населення) вказала себе українцями. З них 9 307 осіб (2,27 % / 1,63 %) проживали у міській місцевості, 1 734 особи (1,07 % / 1,04 %) — у сільській. Володіння українською мовою в республіці вказали 6 734 особи (1,14 % серед тих, хто вказав володіння будь-якою мовою, та 0,91 % серед усього населення), з яких 5 683 особи (1,34 % / 0,99 %) проживали у міській місцевості, 1 051 особа (0,64 % / 0,63 %) — у сільській. Про використання української мови в повсякденному житті заявили 2 607 осіб, з яких 2 230 осіб проживали у міській місцевості, 377 осіб — у сільській.

## Адміністративний поділ
| Район, міський округ         | Площа, км² | Населення, осіб (1989) | Населення, осіб (2002) | Населення, осіб (2010) | Населення, осіб (2019) | Центр             | Поселення | Населені пункти |
| ---------------------------- | ---------- | ---------------------- | ---------------------- | ---------------------- | ---------------------- | ----------------- | --------- | --------------- |
| Іжемський район              | 18512,68   | 23149                  | 21511                  | 18771                  | 17129                  | Іжма              | 10        | 34              |
| Княжпогостський район        | 24600,91   | 39307                  | 29687                  | 23432                  | 18716                  | Ємва              | 9         | 47              |
| Койгородський район          | 9743,22    | 11114                  | 10020                  | 8431                   | 7332                   | Койгородок        | 7         | 21              |
| Корткероський район          | 19853,44   | 24571                  | 23642                  | 19658                  | 18071                  | Корткерос         | 18        | 53              |
| Печорський район             | 29079,44   | 86888                  | 66291                  | 57364                  | 49744                  | Печора            | 7         | 32              |
| Прилузький район             | 13297,10   | 27968                  | 24762                  | 20737                  | 16916                  | Об'ячево          | 12        | 88              |
| Сиктивдинський район         | 7548,74    | 25460                  | 24226                  | 22660                  | 24392                  | Вильгорт          | 13        | 49              |
| Сисольський район            | 6187,56    | 19560                  | 16894                  | 13956                  | 12541                  | Візінга           | 11        | 79              |
| Сосногорський район          | 16622,60   | 60630                  | 52486                  | 46775                  | 42939                  | Сосногорськ       | 3         | 19              |
| Троїцько-Печорський район    | 40073,59   | 23733                  | 17610                  | 13817                  | 10886                  | Троїцько-Печорськ | 11        | 32              |
| Удорський район              | 34566,86   | 24832                  | 25083                  | 20400                  | 17153                  | Кослан            | 14        | 55              |
| Усть-Вимський район          | 4804,46    | 42941                  | 34000                  | 29474                  | 25377                  | Айкіно            | 12        | 53              |
| Усть-Куломський район        | 25987,51   | 37263                  | 32146                  | 26858                  | 23769                  | Усть-Кулом        | 20        | 63              |
| Усть-Цилемський район        | 42610,60   | 16380                  | 15408                  | 13036                  | 11166                  | Усть-Цильма       | 11        | 37              |
| Воркутинський міський округ  | 21963,49   | 211600                 | 134172                 | 95854                  | 74756                  | Воркута           | 6         | 16              |
| Вуктильський міський округ   | 22684,94   | 28398                  | 18349                  | 14873                  | 11494                  | Вуктил            | 5         | 11              |
| Інтинський міський округ     | 31063,48   | 70115                  | 46411                  | 35181                  | 27569                  | Інта              | 7         | 23              |
| Сиктивкарський міський округ | 745,56     | 234903                 | 245768                 | 250874                 | 260345                 | Сиктивкар         | 4         | 7               |
| Усінський міський округ      | 30927,82   | 68467                  | 52845                  | 47229                  | 43691                  | Усінськ           | 8         | 20              |
| Ухтинський міський округ     | 13573,02   | 142189                 | 127362                 | 121701                 | 116249                 | Ухта              | 8         | 18              |

## Найбільші населені пункти
| №  | Населений пункт | Населення, осіб (1989) | Населення, осіб (2002) | Населення, осіб (2010) |
| -- | --------------- | ---------------------- | ---------------------- | ---------------------- |
| 1  | Сиктивкар       | 231 673                | 230 011                | 253 006                |
| 2  | Ухта            | 112 876                | 103 340                | 99 591                 |
| 3  | Воркута         | 121 270                | 87 457                 | 70 548                 |
| 4  | Печора          | 65 666                 | 48 700                 | 43 105                 |
| 5  | Усінськ         | 47 419                 | 45 358                 | 40 827                 |
| 6  | Інта            | 61 798                 | 41 217                 | 32 080                 |
| 7  | Сосногорськ     | 30 330                 | 29 587                 | 27 757                 |
| 8  | Ємва            | 18 061                 | 16 739                 | 14 570                 |
| 9  | Вуктил          | 19 510                 | 14 472                 | 12 356                 |
| 10 | Воргашор        | 25 915                 | 19 100                 | 12 044                 |
| 11 | Мікунь          | 12 437                 | 11 680                 | 10 730                 |
| 12 | Вильгорт        | 8 943                  | 10 211                 | 10 289                 |

## Промисловість
Провідні галузі промисловості: паливна (вугільна, нафтова і газова), лісова, деревообробна (ділова деревина, клейова фанера, пиломатеріали), меблева і целюлозно-паперова (понад 1/7 російського виробництва паперу). Розвинуте виробництво будматеріалів, машинобудування і металообробка (лісозаготівельна техніка, устаткування для вуглевидобутку), харчова і легка (близько 1/2 російських нетканих матеріалів, швейні вироби, взуття, замша) промисловість. Видобуток кам'яного вугілля (Печорський вугільний басейн), нафти (ВО «Комінафта»; Тімано-Печорський нафтогазоносний басейн) і газу (найбільше родовище — Вуктильське), золота, марганцевих і титанових руд, п'єзооптичної сировини (п'єзокварц, оптичний флюорит), виробних і кольорових каменів (агат, нефрит).

### Сільське господарство
Сільське господарство має осередковий характер. Провідна галузь — тваринництво, переважно м'ясомолочне скотарство, у приміських зонах — свинарство і птахівництво. Розводять також коней, овець. У північних районах — оленярство, хутровий промисел.